# Фієроццо
Фієроццо (італ. Fierozzo) — муніципалітет в Італії, у регіоні Трентіно-Альто-Адідже,  провінція Тренто.
Фієроццо розташоване на відстані близько 480 км на північ від Рима, 17 км на схід від Тренто.
Населення — 477 осіб (2014).
Щорічний фестиваль відбувається 10 серпня. Покровитель — Святий Лаврентій.

## Демографія
Населення за роками:

Станом на 1 січня 2023 року в муніципалітеті іноземці офіційно не проживали.

## Сусідні муніципалітети
- Фрассілонго
- Палу-дель-Ферсіна
- Ронченьйо
- Сант'Орсола-Терме
- Торченьйо